# Joniec
Joniec ist ein Dorf und Sitz der gleichnamigen Gemeinde im Powiat Płoński der Woiwodschaft Masowien, Polen.

## Gemeinde
Zur Landgemeinde Joniec gehören 17 Ortschaften mit einem Schulzenamt:
Adamowo
Joniec
Joniec-Kolonia
Józefowo
Krajęczyn
Królewo
Ludwikowo
Nowa Wrona
Omięciny
Osiek
Popielżyn Górny
Popielżyn-Zawady
Proboszczewice
Sobieski
Soboklęszcz
Stara Wrona
Szumlin